# Le Profil Amina
Pour plus de détails, voir Fiche technique et Distribution.
Le Profil Amina est un film documentaire québécois réalisé par Sophie Deraspe, sorti en 2015.

## Synopsis
Lorsqu'une blogueuse syrienne bien connue, Amina Arraf,
prétendument enlevée par les autorités locales au cours du Printemps arabe, révèle que c'est un canular,
la communauté internationale réalise qu'elle a été dupée.

## Fiche technique
- Titre français : Le Profil Amina
- Titre original : The Amina Profile / A Gay Girl in Damascus: The Amina Profile (une fille homosexuelle à Damas : le profil d'Amina)
- Réalisation : Sophie Deraspe
- scénario : Sophie Deraspe
- Décors :
- Costumes :
- Montage : Geoffrey Boulangé & Sophie Deraspe
- Musique : Sam Shalabi
- Photographie : Sophie Deraspe
- Son : Frédéric Cloutier
- Production : Isabelle Couture, Nathalie Cloutier (ONF)
- Sociétés de production : Esperamos Films, Office national du film du Canada
- Sociétés de distribution : Les Films du 3 mars, Office national du film du Canada, IFC Films
- Budget :
- Pays d’origine :  Canada
- Langue originale : anglais, français, arabe
- Format : couleur
- Genre : Film documentaire
- Lieux de tournage : Damas, Syrie
- Durée : 84 minutes
- Date de sortie :
  -  États-Unis
    - 24 janvier 2015 au Festival du film de Sundance
    - 24 juillet 2015

  -  Royaume-Uni 24 mars 2015 au London Lesbian and Gay Film Festival
  -  Canada
    - 25 avril 2015 au Festival international canadien du documentaire Hot Docs
    - 27 mai 2015 (Inside Out)

  -  Pologne 8 mai 2015 (Planete Doc Review (pl))
  -  Italie 13 juin 2015 (Biografilm Festival (it))
  -  Islande 24 septembre 2015 (Reykjavík International Film Festival)
  -  Suède 13 novembre 2015 au Festival international du film de Stockholm

## Distribution
- Sandra Bagaria

## Distinction
- 2016 : Grand Prix et Best Work in the Lifelong Learning category, Japan Prize (NHK) (en)
- 2016 : Prix Gémeaux du meilleur documentaire : Société
- 2015 : Special Jury Prize for Canadian Feature, Hot Docs
- 2015 : Meilleure documentaire, LesGaiCineMad
- 2015 : Meilleur documentaire, GAZE International LGBT Film Festival
- 2015 : Best Documentary Feature, TLVFest (en), Tel Aviv